# Hemiceras constellata
Hemiceras constellata är en fjärilsart som beskrevs av Paul Dognin 1904. Hemiceras constellata ingår i släktet Hemiceras och familjen tandspinnare. Inga underarter finns listade i Catalogue of Life.